# Tomás Edison de Andrade Vieira
Tomaz Edison de Andrade Vieira (Tomazina, 18 de outubro de 1931 – Piraí do Sul, 24 de julho de 1981) foi um banqueiro brasileiro.
Tomaz é irmão de José Eduardo de Andrade Vieira.

## Biografia
Filho do fundador do Banco Bamerindus do Brasil, Avelino Antônio Vieira, nasceu em Tomazina, cidade do interior paranaense, região do Norte Pioneiro.
Formou-se em Administração de Empresas na Fundação Getúlio Vargas e sua carreira iniciou-se em 1953 no Banco Mercantil Agrícola e Industrial do Paraná SA, empresa pertencente ao seu pai e embrião do Bamerindus.
Assumiu a presidência do conglomerado Bamerindus em 1974 por razão do falecimento de seu pai e a partir de então o banco começou a ter destaque no mercado brasileiro e internacional, chegando a ter a terceira colocação no ranking nacional e sendo considerado um dos mais importantes bancos da América do Sul.
Além de ocupar diversos cargos na empresa de sua família, também exerceu outras ocupações fora do conglomerado, como por exemplo: presidente do Conselho da APEPAR - Associação de Poupança e Empréstimo Paranaense; sócio-gerente da Pérola Distribuidora de Títulos e Valores Imobiliários; presidente da Fundação Avelino Vieira e da Fundação Bamerindus Assistência Social; membro da Junta de Governadores do Brasilinvest S.A. Investimentos, Participações e Negócios; membro do Conselho Consultivo do Paraná da Fundação Projeto Rondon; sócio representativo do Lions Club de Curitiba-Centro, entre outros.
Tomaz Edison de Andrade Vieira, seu irmão Cláudio Enoch de Andrade Vieira faleceram em um acidente aéreo na região de Piraí do Sul em julho de 1981.